# NGC 5016
NGC 5016 ist eine Balken-Spiralgalaxie mit aktivem Galaxienkern vom Hubble-Typ SBbc im Sternbild Haar der Berenike am Nordsternhimmel. Sie ist schätzungsweise 117 Millionen Lichtjahre von der Milchstraße entfernt und hat einen Durchmesser von etwa 70.000 Lichtjahren. Gemeinsam mit NGC 5012 und PGC 45884 bildet sie die kleine Galaxiengruppe LGG 336.

Im selben Himmelsareal befinden sich u. a. die Galaxien IC 854, IC 860, IC 4202, PGC 140113.
Das Objekt wurde am 10. April 1785 vom deutsch-britischen Astronomen Wilhelm Herschel mit einem 18,7-Zoll-Spiegelteleskop entdeckt, der sie dabei mit „pB, S“ beschrieb.